# Stenandrium guineense
Stenandrium guineense là một loài thực vật có hoa trong họ Ô rô. Loài này được (Nees) Vollesen miêu tả khoa học đầu tiên năm 1992.